# Caldeira de Yellowstone
A Caldeira de Yellowstone é uma caldeira vulcânica situada no Parque Nacional de Yellowstone, no estado do Wyoming, nos Estados Unidos, por vezes designada como Supervulcão de Yellowstone.
Yellowstone é considerado um supervulcão, pois uma possível erupção sua poderia durar semanas provocando efeitos globais, que persistiriam por meses ou até por anos. Sua cratera tem 90 quilômetros de extensão, e sua caldeira é 40 vezes maior do que a do Monte Santa Helena, sendo que boa parte de seu magma é eruptivo.
O vulcão e sua caldeira situam-se no Parque Nacional de Yellowstone, que ocupa grande parte da região noroeste no Wyoming, além de pequenas partes dos estados de Idaho e Montana, nos Estados Unidos da América.
Uma erupção de tal magnitude teria efeitos catastróficos em todo o planeta. Seus efeitos durariam décadas para se normalizar e trariam mudanças bruscas na Terra,  desde a morte de milhões de pessoas à extinção em massa de plantas e animais.

## Vulcanismo

Número de terremotos na região do Parque Nacional de Yellowstone (1973-2014).

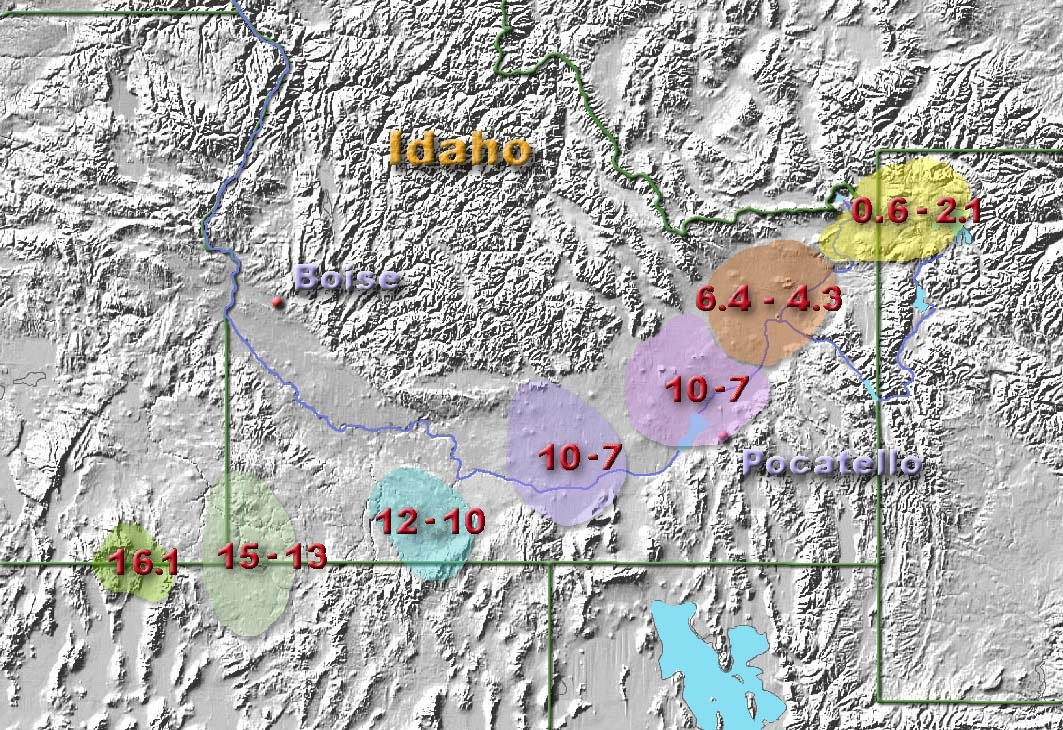
Caminho do ponto quente de Yellowstone nos últimos 16 milhões de anos

Diagrama da Caldeira de Yellowstone.

O vulcanismo em Yellowstone é relativamente recente, com caldeiras que foram criadas durante grandes erupções que ocorreram há 2,1 milhões, há 1,3 milhões e há 630 mil anos. As caldeiras situam-se sobre um ponto onde a luz, o calor, o magma (rocha derretida) do manto sobe para a superfície. Enquanto o ponto quente de Yellowstone está agora sob o planalto de Yellowstone, ajudou a criar a planície oriental do rio Snake (a oeste de Yellowstone), através de uma série de grandes erupções vulcânicas. O ponto quente parece mover-se através do terreno na direção leste-nordeste, mas na verdade ele é muito mais profundo do que o terreno e permanece parado enquanto a placa norte-americana se move para oeste-sudoeste sobre ele.
Ao longo dos últimos 18 milhões de anos, esse ponto quente gerou uma sucessão de erupções violentas e inundações menos violentas de lava basáltica. Juntas, essas erupções ajudaram a criar a parte oriental da planície do rio Snake de uma região que já foi montanhosa. Pelo menos uma dúzia dessas erupções foram tão maciças que foram classificadas como supererupções. As erupções vulcânicas às vezes esvaziam seus estoques de magma com tanta rapidez que a terra sobreposta colapsa na câmara magmática esvaziada, formando uma depressão geográfica chamada caldeira.
O remanescente mais antigo de caldeira identificado se aproxima da fronteira, perto de McDermitt, embora existam pilhas vulcanoclásticas e falhas arqueadas que definem complexos de caldeiras com mais de 60 km de diâmetro no Grupo Carmacks do sudoeste do centro do Yukon, no Canadá, que são interpretadas como formadas há 70 milhões de anos pelo ponto quente de Yellowstone. Os restos de caldeiras progressivamente mais jovens, mais agrupados em vários campos vulcânicos sobrepostos, se estendem da fronteira Nevada-Oregon pela planície oriental do rio Snake e terminam no platô de Yellowstone. Uma dessas caldeiras, a Caldeira de Bruneau-Jarbidge, no sul de Idaho, foi formada há entre 10 e 12 milhões de anos e o evento derramou um metro de cinzas a 1600 km de distância, no nordeste do atual Nebrasca, sendo que causou a morte de grandes rebanhos de rinocerontes, camelos e outros animais. O United States Geological Survey ("USGS") estima que existem uma ou duas grandes erupções formadoras de caldeiras e 100 ou mais de erupções de extrusão de lava por milhão de anos, além de "várias a muitas" erupções de vapor por século.
O termo vagamente definido "supervulcão" foi usado para descrever campos vulcânicos que produzem erupções vulcânicas excepcionalmente grandes. Assim definido, o Supervulcão de Yellowstone é o campo vulcânico que produziu as últimas três supererupções do ponto quente de Yellowstone; também produziu uma erupção menor adicional, criando o West Thumb Lake há 174 mil anos. As três supererupções ocorreram há 2,1 milhões, há 1,3 milhões e aproximadamente há 630 000 anos, formando as caldeiras de Island Park, o Henry's Fork e Yellowstone, respectivamente. O supererupção da Caldeira da Ilha Park (há 2,1 milhões de anos), que produziu o Huckleberry Ridge Tuff, foi a maior e produziu 2.500 vezes mais que a Erupção do Monte Santa Helena em 1980. A segunda maior supererupção formou a Caldeira de Yellowstone (há  cerca de 630,000 anos) e produziu o Lava Creek Tuff. A Caldeira de Henry's Fork (há 1,2 milhões de anos) criou o Mesa Falls Tuff, mas é a única caldeira do ponto quente que é claramente visível hoje.
Erupções não explosivas de lava e erupções explosivas menos violentas ocorreram na caldeira de Yellowstone e perto dela desde a última supererupção. O fluxo de lava mais recente ocorreu há cerca de 70 mil anos, enquanto uma erupção violenta escavou o lado oeste do Lago Yellowstone há cerca de 150 mil anos. Explosões de vapor menores também ocorrem: uma explosão de há 13 800 anos deixou uma cratera de 5 km de diâmetro em Mary Bay, na margem do Lago Yellowstone (localizado no centro da caldeira).

## Impacto cultural
No filme 2012, do diretor Roland Emmerich, é mostrada como seria a suposta erupção de Yellowstone.